# Чаловський Костянтин Вікторович
Костянти́н Ві́кторович Чаловський — старшина Міністерства внутрішніх справ України.

## З життєпису
Працював у структурі МВС у пенітенціарній службі.
З початком бойових дій на Донбасі записався добровольцем у батальйон «Артемівськ»; поранений у бою.
З грудня 2014 року — начальник відділення ДАІ міста Бахмут — рекомендував комбат Костянтин Матейченко.
25 травня 2015-го відсторонений від служби, проводиться перевірка — мешканка Краматорська звернулася із заявою, що в Артемівську людина у формі пошкодила її автомобіль, розбивши скло.

## Нагороди
За особисту мужність і героїзм, виявлені у захисті державного суверенітету та територіальної цілісності України, вірність військовій присязі під час російсько-української війни
- нагороджений орденом «За мужність» III ступеня (22.1.2015).